# Moores Peak
Der Moores Peak ist ein etwa 370 m hoher Berg auf der Livingston-Insel im Archipel der Südlichen Shetlandinseln. Er ragt am Westufer und nahe dem Kopfende der False Bay auf der Hurd-Halbinsel auf.
Das UK Antarctic Place-Names Committee benannte ihn 1990 Kapitän Prince B. Moores (1800–nach 1850), Schiffsführer der George Porter aus Nantucket, der zwischen 1821 und 1822 in den Gewässern um die Südlichen Shetlandinseln operierte.